# Digitale euro
De digitale euro is de benaming die de Europese Centrale Bank (ECB) gebruikt tijdens de uitwerking van een door de Europese Centrale Bank uit te geven digitale munt, een vorm van digitaal centralebankgeld (central bank digital currency, CBDC), als aanvulling op het bestaande centralebankgeld: chartaal geld (contant geld).

## Geschiedenis
Toen Facebook in juni 2019 aankondigde dat ze de wereldwijde digitale munt libra wilde uitbrengen werden digitale munten een geloofwaardige bedreiging voor nationale munten en de mogelijkheid van nationale banken om monetair beleid te voeren. Onderzoek naar door nationale banken uitgegeven digitale munten (CBDC - Central Bank Digital Currency) kwam in een stroomversnelling. De Europese Centrale Bank onderzoekt sindsdien de mogelijkheid en wenselijkheid van een digitale euro.

### 2020
Op 2 oktober 2020 publiceerde de ECB een rapport waarin de introductie van een digitale euro vanuit het perspectief van het Eurosysteem wordt gepresenteerd.
Sinds 2020 zijn er verschillende projecten gestart in samenwerking met de Europese Investeringsbank (EIB), waarbij de uitgifte, controle en verzending van CBDC, tokens voor effecten en smart contracts op een blockchain worden getest.

### 2021
Na een voorlopige planning en de presentatie van de resultaten van een openbare raadpleging begin 2021 besloot de ECB in juli 2021 een project voor de digitale euro te lanceren ter voorbereiding op de mogelijke invoering van een digitale euro. Bij de voorlopige planning werden geen technische belemmeringen geconstateerd. De onderzoeken, gepland tot het najaar van 2023, moeten licht werpen op de distributie naar retailers en burgers, effecten op de markten en de nodige Europese wetgeving. Er is nog geen voorlopig besluit genomen om de digitale euro in te voeren.

### 2022
In september 2022 kondigde de ECB een samenwerking aan met vijf bedrijven (Amazon, CaixaBank, Worldline, EPI en Nexi) om potentiële gebruikersinterfaces voor de digitale euro te ontwikkelen.
Burkhard Balz, bestuurslid van de Deutsche Bundesbank, ziet de digitale euro niet in de laatste plaats als een middel om de Europese soevereiniteit in het betalingsverkeer te versterken. Volgens hem zou de digitale euro zo ontworpen kunnen worden dat hij ook programmeerbare betalingen ondersteunt in een sterk geautomatiseerde omgeving.
In september 2022 publiceerde de ECB het eerste voortgangsrapport over de onderzoeksfase ("Progress on the investigation phase of a digital euro").
Op de conferentie "Towards a legislative framework enabling a digital euro for citizens and businesses" in Brussel begin november 2022 bevestigde Christine Lagarde, president van de Europese Centrale Bank, dat de digitale euro geen onafhankelijk project is dat zich beperkt tot het gebied van betalingstransacties. Het is veeleer een beleidsoverschrijdend en echt Europees initiatief dat het potentieel heeft om de samenleving als geheel te beïnvloeden.
In december 2022 publiceerde de ECB het tweede voortgangsverslag over de onderzoeksfase.

### 2023
In januari 2023 vroeg de Europese Centrale Bank (ECB) ervaren experts op het gebied van betalingen/financiën om hun interesse kenbaar te maken om samen te werken aan het opstellen van een rulebook voor de digitale euro.
De Europese Commissie heeft een wetsvoorstel ingediend voor de invoering van de digitale euro. Dit voorstel werd op 28 juni 2023 gepresenteerd en bevat de basisvoorwaarden voor de mogelijke implementatie ervan. De uiteindelijke beslissing ligt echter bij de EU-landen en het Europees Parlement, die momenteel —12 november 2024— onderhandelen over dit voorstel. Wordt de verordening goedgekeurd, dan zal de ECB de technische en operationele aspecten verder ontwikkelen, met als doel een veilige en betrouwbare digitale euro te creëren, beschikbaar naast contant geld en traditionele betaalrekeningen bij commerciële banken.
Daarnaast is het voorstel bedoeld om de privacy van gebruikers te waarborgen, vergelijkbaar met contant geld, zonder overheidstoezicht op individuele betalingen. Voor de veiligheid wordt nagedacht over limieten op het bedrag dat individuen kunnen houden in digitale euro’s. Dit alles maakt deel uit van de voorbereidingsfase die mogelijk nog jaren in beslag neemt, met een verwachte implementatiedatum vanaf 2028 als de wetgeving wordt aangenomen.

## Verschil tussen de digitale euro en cryptocurrency
In tegenstelling tot cryptocurrencies zoals bitcoin, die gedecentraliseerd zijn en niet door een centrale autoriteit worden beheerd, wordt de digitale euro centraal uitgegeven en beheerd door de Europese Centrale Bank. Bovendien wordt de digitale euro een binnen de landen van de Europese Unie afgestemde wettelijk betaalmiddel, terwijl cryptocurrencies deze status niet hebben en vaak beschouwd als speculatieve activa. Een ander belangrijk verschil is dat de waarde van de digitale euro gelijk blijft aan die van de fysieke euro, terwijl de waarde van cryptocurrencies sterk kan fluctueren. Daarbij wordt de tegenwaarde van cryptocurrency gecreëerd door een een proces genaamd mining. Dit proces vereist een aanzienlijke hoeveelheid aan rekenkracht en elektriciteit, waardoor de productiekosten direct zijn gekoppeld aan energieverbruik en technologische efficiëntie.

## Kritiek
Het idee van een digitale euro is niet zonder kritiek:
- Er is ongerustheid of het niet de deposito's bij banken zal verminderen of mogelijk een bankrun in de hand zou werken, waardoor de werking van de economie in het gedrang zou kunnen komen;[15][3]
- De partijen SP en Forum voor Democratie noemden in 2023 de CBDC een systeem waarbij overheden inzicht krijgen in alles wat burgers kopen, wat deze partijen onwenselijk vinden;[16]
- Volgens het Algemeen Dagblad zou het Nederlandse ministerie van Financiën aan koningin Máxima gevraagd hebben zich minder uit te spreken over digitale euro, omdat haar uitspraken, volgens een ambtenaar van Financiën, leiden tot negatieve reacties van "wappies".[16]